# Challenger de Champaign 2022
El torneo Champaign–Urbana Challenger 2022 ue un torneo de tenis perteneció al ATP Challenger Tour 2022 en la categoría Challenger 80. Se trató de la 26ª edición; el torneo tuvo lugar en la ciudad de Champaign (Estados Unidos), desde el 14 hasta el 20 de noviembre de 2022 sobre pista dura bajo techo.

## Jugadores participantes del cuadro de individuales
| Favorito | País                                  | Jugador              | Rank1 | Posición en el torneo |
| -------- | ------------------------------------- | -------------------- | ----- | --------------------- |
| 1        | Bandera de Estados Unidos             | Denis Kudla          | 104   | Primera ronda         |
| 2        | Bandera de Estados Unidos             | Steve Johnson        | 108   | Cuartos de final      |
| 3        | Bandera de Estados Unidos             | Christopher Eubanks  | 120   | Semifinales           |
| 4        | Bandera de Estados Unidos             | Ben Shelton          | 128   | CAMPEÓN               |
| 5        | Bandera de Estados Unidos             | Stefan Kozlov        | 159   | Primera ronda         |
| 6        | Bandera de Australia                  | Aleksandar Vukic     | 165   | FINAL                 |
| 7        | Bandera de Estados Unidos             | Aleksandar Kovacevic | 177   | Semifinales           |
| 8        | Bandera de la República Popular China | Juncheng Shang       | 184   | Primera ronda         |

- 1 Se ha tomado en cuenta el ranking del 7 de noviembre de 2022.

### Otros participantes
Los siguientes jugadores recibieron una invitación (wild card), por lo tanto ingresan directamente al cuadro principal (WC):
- Hunter Heck
- Mathis Debru
- Kārlis Ozoliņš

Los siguientes jugadores ingresan al cuadro principal tras disputar el cuadro clasificatorio (Q):
- August Holmgren
- Strong Kirchheimer
- Patrick Kypson
- Iñaki Montes de la Torre
- Alexander Petrov
- Ethan Quinn

## Campeones

### Individual Masculino
- Ben Shelton derrotó en la final a  Aleksandar Vukic, 0–6, 6–3, 6–2

### Dobles Masculino
- Robert Galloway /  Hans Hach Verdugo contra  Ezekiel Clark /  Alfredo Perez, 3–6, 6–3, [10–5]